# R.U.L.E.
Albums de Ja Rule
Blood in My Eye
(2003) Exodus
(2005)
Singles
1. Wonderful
Sortie : 28 septembre 2004
2. New York
Sortie : 27 octobre 2004
3. Caught Up
Sortie : 24 mai 2005

R.U.L.E. est le sixième album studio de Ja Rule, sorti le 9 novembre 2004.
L'album s'est classé 3e au Top R&B/Hip-Hop Albums et 7e au Billboard 200.

## Liste des titres
| No  | Titre                                                                             | Contient un (des) sample(s) de       | Durée |
| --- | --------------------------------------------------------------------------------- | ------------------------------------ | ----- |
| 1.  | The Inc. Intro                                                                    |                                      | 2:20  |
| 2.  | Last of the Mohicans (featuring Black Child – Produit par Chink Santana)          |                                      | 4:24  |
| 3.  | Wonderful (featuring R. Kelly et Ashanti – Produit par Jimi Kendrix et Irv Gotti) |                                      | 4:31  |
| 4.  | What's My Name (featuring Ashanti – Produit par Jimi Kendrix)                     |                                      | 4:26  |
| 5.  | New York (featuring Fat Joe et Jadakiss – Produit par Cool & Dre)                 | 100 Guns des Boogie Down Productions | 4:18  |
| 6.  | Stripping Game (Skit)                                                             |                                      | 1:15  |
| 7.  | The Manual (Produit par Jimi Kendrix)                                             |                                      | 4:18  |
| 8.  | Get It Started (featuring Claudette Ortiz – Produit par Jimi Kendrix)             |                                      | 4:00  |
| 9.  | R.U.L.E. (Produit par Jimi Kendrix)                                               | They Ain't JE de Jagged Edge         | 3:37  |
| 10. | True Story (Skit)                                                                 |                                      | 0:30  |
| 11. | Caught Up (featuring Lloyd – Produit par Jimi Kendrix)                            |                                      | 4:29  |
| 12. | Gun Talk (featuring Black Child – Produit par Chink Santana)                      |                                      | 4:30  |
| 13. | Never Thought (featuring Ashanti – Produit par Jimi Kendrix)                      |                                      | 4:42  |
| 14. | Life Goes On (featuring Trick Daddy et Chink Santana – Produit par Chink Santana) |                                      | 4:52  |
| 15. | Weed (Skit)                                                                       |                                      | 1:55  |
| 16. | Where I'm From (featuring Lloyd – Produit par Chink Santana)                      | The Boys of Summer de Don Henley     | 5:11  |
| 17. | Bout My Business (featuring Black Child et Caddillac Tah – Produit par DJ Twinz)  | Hogan's Thing de Simon Haseley       | 3:39  |
| 18. | Passion (Produit par Jimi Kendrix)                                                |                                      | 8:37  |

| 19. | Better Days (Produit par Jimi Kendrix) | 4:37 |